# Hannon, fils d'Hannibal
Hannon, fils d'Hannibal était un général carthaginois durant la première guerre punique.

## Sources
- (en) Cet article est partiellement ou en totalité issu de l’article de Wikipédia en anglais intitulé « Hanno, son of Hannibal » (voir la liste des auteurs).